# گوامال (متا)
گوامال (انگلیسی: Guamal, Meta) نام شهری در کشور کلمبیا است.